# Katrin Pärn
Katrin Pärn (n. 20 mai 1977, Tallin, RSS Estonă, URSS) este o cântăreață și actriță de teatru, film și televiziune din Estonia.

## Tinerețe și educație
Katrin Pärn s-a născut în Tallinn, tatăl ei ai fost actorul, fondatorul de teatru și regizorul Eino Baskin⁠(d) (1929–2015) și  mama sa a fost actrița și politiciana Malle Pärn⁠(d) (născută în 1945). Ea a avut un frate vitreg mai mare, actorul Roman Baskin⁠(d) (1954–2018), din prima căsătorie a tatălui ei cu actrița Ita Ever⁠(d). A urmat școlile primară și gimnazială din Tallinn înainte de a se înscrie la Academia Estonă de Muzică și Teatru, pe care a absolvit-o în 2000 la clasa profesorului Ingo Normet. În 2008, a obținut o diplomă de master în arte dramatice de la Academia Estonă de Muzică și Teatru. De asemenea, a trăit și a studiat în străinătate în Statele Unite ale Americii, Noua Zeelandă și Germania.

## Teatru
Din 2000 până în 2008, Pärn a fost angajată a teatrului Vanemuine⁠(d) din Tartu, unde a jucat atât în roluri de actriță, cât și în producții muzicale. Unele dintre cele mai memorabile roluri ale ei la Vanemuine includ: ca Peemont într-o piesă de teatru de Mihail Bulgakov, Maestrul și Margareta; Linda în Blood Brothers de Willy Russell⁠(d); Abigail Williams în The Crucible de Arthur Miller; Rebecca în Un veac de singurătate de Gabriel García Márquez și ca Lora în Stars in a Morning Sky de Vaino Vahing. În 2010, Katrin Pärn a apărut la Teatrul Nou din Tartu  într-o piesă de teatru de Ivar Põllu, Ird, K., despre controversatul actor de teatru și pedagog de teatru eston Kaarel Ird⁠(d). Pentru interpretarea ei, Pärn a fost nominalizată la premiul pentru cea mai bună actriță de către Uniunea Teatrală din Estonia.

## Carieră în televiziune și film
Katrin Pärn și-a făcut debutul în televiziune ca actriță în 2007, într-un episod din serialul de crimă-de dramă Eesti Televisioon (ETV), Ohtlik lend. Ea a continuat să apară în mai multe seriale estone populare, cum ar fi drama de crimă Kanal 2 Kelgukoerad în 2010; drama de crimă Kanal 2 Viimane võmm în 2014; și drama Kanal 2 Restart în 2015.
În 2016, Pärn și-a făcut debutul în lungmetraj într-un rol secundar ca Maret în comedia-dramă regizată de Mart Kivastik Õnn tuleb magades și distribuită de Kopli Kinokompanii și Vintage Pictures, cu Katariina Unt și Ivo Uukkivi în rolurile principale. În anul următor, ea a apărut ca Ode în filmul de dramă regizat de Sulev Keedus⁠(d) Mehetapja/Süütu/Vari (The Manslayer/The Virgin/The Shadow). 

## Carieră muzicală
Pe lângă actorie, Pärn este și vocalista principală a trupei folk-pop Külm Mai. Trupa a lansat un album, Igasugused, în 2006.

## Viață personală
Katrin Parn are o relație de lungă durată cu partenerul ei, Kaur Mägi. Împreună au doi fii.